# Powiat Włodawski
Der Powiat Włodawski ist ein Powiat (Kreis) in der polnischen Woiwodschaft Lublin. Der Powiat hat eine Fläche von 1256,27 km², auf der fast 40.000 Einwohner leben (Stand 30. Juni 2008). Hauptort ist Włodawa.

## Gemeinden
Der Powiat umfasst acht Gemeinden, davon eine Stadtgemeinde und sieben Landgemeinden.

### Stadtgemeinde
- Włodawa

### Landgemeinden
- Hanna
- Hańsk
- Stary Brus
- Urszulin
- Włodawa
- Wola Uhruska
- Wyryki

## Sonstiges
Das NS-Vernichtungslager Sobibór befand sich auf dem Territorium des heutigen Powiats.